# イオバ県
イオバ県(フランス語：Ioba)はブルキナファソの南西部地方の県。
2006年の人口は約19.7万人。

県都はダノ。

## 行政区画

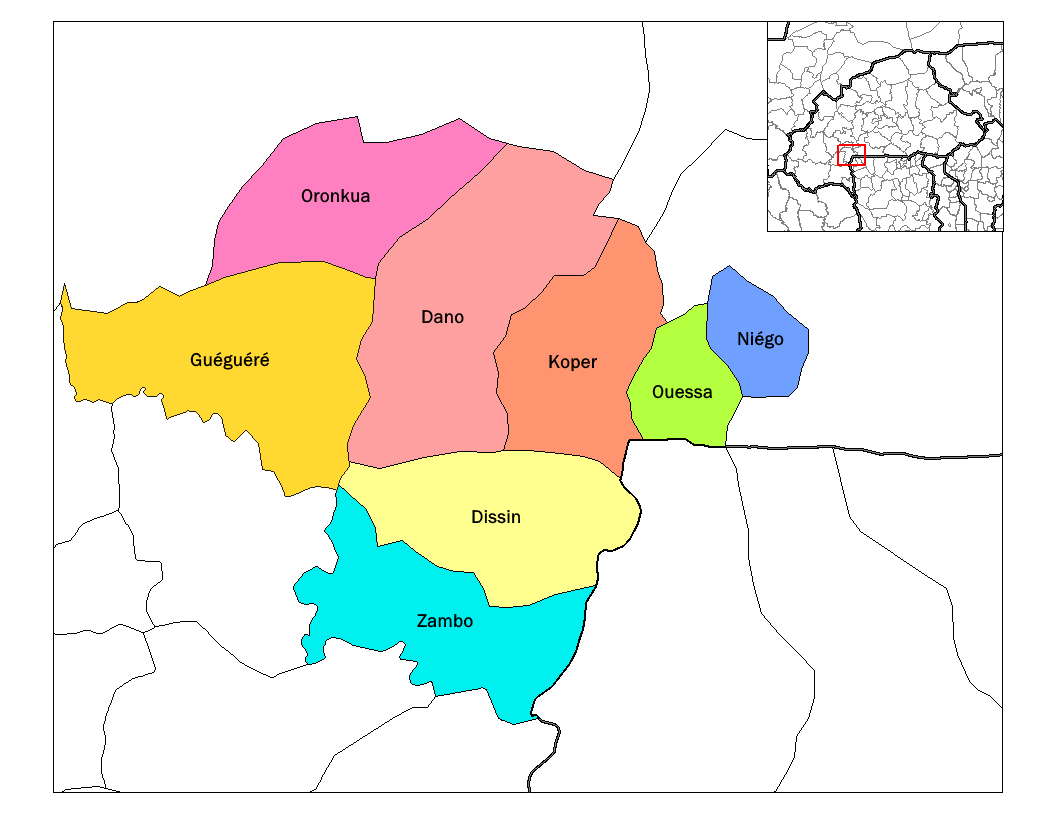
イオバ県の郡

- ウェッサ郡
- オロンクア郡
- コペル郡
- ザンボ郡
- ダノ郡
- ディッシン郡
- ニエゴ郡

## 地理
- 西～北：トゥイ県
- 北東：バレ県
- 東：シッシリ県
- 南東：ガーナ
- 南：ポニ県
- 南西：ブグリバ県